# Federazione cestistica della Tunisia
La Fédération Tunisienne de Basket-Ball è l'ente che controlla e organizza la pallacanestro in Tunisia.
La federazione controlla inoltre la nazionale di pallacanestro della Tunisia. Ha sede a Tunisi e l'attuale presidente è Ali Benzarti.
È affiliata alla FIBA dal 1956 e organizza il Nationale A.